# Campsurus gracilipenis
Campsurus gracilipenis is een haft uit de familie Polymitarcyidae. De wetenschappelijke naam van de soort werd voor het eerst geldig gepubliceerd in 2013 door Molineri en Salles. 